# 久保慶三郎
久保 慶三郎（くぼ けいさぶろう、1922年（大正11年）1月7日 - 1995年（平成7年）5月30日）は、昭和から平成時代の土木工学者。

## 経歴・人物
1945年（昭和20年）東京帝国大学工学部第二工学部土木工学科を卒業し、同大講師、1948年（昭和23年）第二工学部助教授、1963年（昭和38年）東京大学生産技術研究所教授を歴任し、1982年（昭和57年）退官する（名誉教授）。埼玉大学へ転じ、1985年（昭和60年）より工学部長を務め、1987年（昭和62年）退官し、さらに東海大学教授となった。

## 受賞
- 1952年（昭和27年） - 土木学会奨励賞[1]
- 1979年（昭和54年） - 土木学会論文賞[1]
- 1989年（昭和64年） - 土木学会著作賞[1]
- 1993年（平成5年） - 土木学会功績賞[1]

## 栄典
勲章等
- 1989年（平成元年） - 紫綬褒章[1]